# Mariann Racz
Mariann Rácz, född 17 december 1959, är en tidigare ungersk-österrikisk handbollsspelare. Efter spelarkarriären blev hon målvaktstränare.

## Klubblagskarriär
Mariann Racz far, József Rácz, var fotbollsmålvakt, och hennes mor, Veronika Szegvári, var handbollsmålvakt. Hon började  spela handboll vid 14 års ålder. Vid 16 års ålder flyttade hon från Nyíregyháza till Csepel och började på Kaffka Margit High School i Budapest.
Mariann Raczs talang gjorde att hon började spela för ungerska toppklubben Vasas SC där stjärnor som Marianna Nagy, Amália Sterbinszky och Éva Angyal spelade vid den här tiden. Mellan 1979 och 1985 vann klubben det ungerska mästerskapet sex gånger. 1983 kunde Spartacus i Budapest besegra dem. Med Vasa SC vann hon EHF Champions League 1982 och besegrade Radnički Belgrad i finalen.
1988 började Mariann Rácz spela för Hypo Niederösterreich vars huvudtränare då var János Csík. I Hypo fick hon en nytändning, och blev inspirerad till topprestationer. Hon blev utsedd till målvakt i all star team vid EM och OS. Med Hypo vann hon också Champions League sex gånger.
Efter spelarkarriären var hon målvaktstrånare.

## Landslagskarriär
Vid VM 1982, under ledning av János Csík, vann hon silvermedaljen med det ungerska landslaget. Ungerska spelare fick lämna Ungern då de fyllt 28 år. Ungern bojkottade OS i Los Angeles 1984 och efter det avslutade många spelare sina karriärer. Då försämrades också ungerska ligan. Vasas SC nådde inga större framgångar 4:e plats 1987 , 7:e plats1988, 8:e plats1989  och hade också ekonomiska svårigheter.
Mariann Rácz var kapten för det ungerska landslaget men hon fattade det svåra beslutet att acceptera den österrikiska inbjudan och därmed börja spela för det österrikiska landslaget. Ungern kom på 13 plats i B-VM 1989 i Danmark och flyttades ned i C-VM. Det ungerska landslaget missade sommarspelen 1992 i Barcelona och detta ledde till att hon bestämde sig för att representera det österrikiska landslaget. 1990 vid VM slutade hon fyra med det österrikiska landslaget. Vid OS i Barcelona 1992 slutade hon femma och röstades in i All Star Team som målvakt.

## Meriter i klubblag
- EHF Champions League:
  - 7 : 1982, 1989, 1990, 1992, 1993, 1994, 1995
- Nemzeti bajnokság (Ungerska ligan)
  - 6 : 1979, 1980, 1981, 1982, 1984, 1985
- Magyar Kupa (Ungerska cupen)
  - 4 : 1981, 1982, 1983, 1985
- DHB Österrike:
  - 8 : 1989, 1990, 1991, 1992, 1993, 1994, 1995, 1996
- ÖHB-cupen (Österrikiska cupen)
  - 7 : 1990, 1991, 1992, 1993, 1994, 1995, 1996

## Individuella utmärkelser
- All-Star Team som bästa målvakt vid sommar-OS 1992